# ليف ايفانوف
ليف ايفانوف (بالروسية: Иванов, Лев Викторович)‏ هو مدرب كرة قدم ولاعب كرة قدم روسي، ولد في 19 ديسمبر 1967 في فولغوغراد في روسيا. لعب مع نادي روتور فولغوغراد.